# Okręg wyborczy nr 73 do Sejmu Polskiej Rzeczypospolitej Ludowej (1989–1991)
Okręg wyborczy nr 73 do Sejmu Polskiej Rzeczypospolitej Ludowej (1989–1991) obejmował Piotrków Trybunalski oraz gminy Aleksandrów, Będków, Białaczów, Czarnocin, Czerniewice, Fałków, Inowłódz, Koluszki, Lubochnia, Łęki Szlacheckie, Mniszków, Moszczenica, Opoczno, Paradyż, Poświętne, Przedbórz, Ręczno, Rokiciny, Rzeczyca, Sławno, Sulejów, Tomaszów Mazowiecki, Tomaszów Mazowiecki (gmina wiejska), Ujazd, Wolbórz, Żarnów i Żelechlinek (województwo piotrkowskie). W ówczesnym kształcie został utworzony w 1989. Wybieranych było w nim 5 posłów w systemie większościowym.
Siedzibą okręgowej komisji wyborczej był Piotrków Trybunalski.

## Wybory parlamentarne 1989

### Mandat nr 280 –Polska Zjednoczona Partia Robotnicza
| Kandydat | I tura | I tura | II tura | II tura |
| Kandydat | Głosów | %      | Głosów  | %       |
| --- | ------ | ------ | ------- | ------- |
| Henryk Komar                                                                                                   | 15 594 | 11,87  | 29 691  | 49,75   |
| Bogusław Chuderski                                                                                             | 14 271 | 10,86  | 22 407  | 37,55   |
| Anna Kluska | 12 831 | 9,77   | —       | —       |
| Zbigniew Podlewski                                                                                             | 10 374 | 7,90   | —       | —       |
| Jerzy Pokutycki                                                                                                | 8731   | 6,65   | —       | —       |
| Jan Pryszcz | 8641   | 6,58   | —       | —       |
| Liczba głosów ważnych: 131 374 (I tura) • 59 680 (II tura) Źródło: Państwowa Komisja Wyborcza I tura i II tura |        |        |         |         |

### Mandat nr 281 –Polska Zjednoczona Partia Robotnicza
| Kandydat | I tura | I tura | II tura | II tura |
| Kandydat | Głosów | %      | Głosów  | %       |
| --- | ------ | ------ | ------- | ------- |
| Anna Dudkiewicz                                                                                                | 16 531 | 12,75  | 38 219  | 63,83   |
| Stanisław Kolasa                                                                                               | 16 353 | 12,62  | 14 515  | 24,24   |
| Zbigniew Winkiel                                                                                               | 12 970 | 10,01  | —       | —       |
| Stanisława Kopińska                                                                                            | 5985   | 4,62   | —       | —       |
| Janusz Tosiek                                                                                                  | 5729   | 4,42   | —       | —       |
| Stanisław Ożarek                                                                                               | 4417   | 3,41   | —       | —       |
| Stanisław Skwierczyński                                                                                        | 4263   | 3,29   | —       | —       |
| Liczba głosów ważnych: 129 605 (I tura) • 59 879 (II tura) Źródło: Państwowa Komisja Wyborcza I tura i II tura |        |        |         |         |

### Mandat nr 282 – bezpartyjny
| Kandydat                                                          | Głosów | %     |
| ----------------------------------------------------------------- | ------ | ----- |
| Andrzej Zawiślak                                                  | 85 872 | 65,78 |
| Władysław Hartman                                                 | 8193   | 6,28  |
| Sławomir Posiadało                                                | 6827   | 5,23  |
| Barbara Rychlik                                                   | 6253   | 4,79  |
| Witold Adamski                                                    | 5862   | 4,49  |
| Ewa Janich                                                        | 5398   | 4,13  |
| Emilia Kozłowska-Przysławska                                      | 5365   | 4,11  |
| Liczba głosów ważnych: 130 551 Źródło: Państwowa Komisja Wyborcza |        |       |

### Mandat nr 283 – bezpartyjny
| Kandydat                                                          | Głosów  | %     |
| ----------------------------------------------------------------- | ------- | ----- |
| Teresa Zalewska                                                   | 100 128 | 72,83 |
| Mikołaj Kamiński                                                  | 16 423  | 11,95 |
| Zygmunt Wieczorek                                                 | 8101    | 5,89  |
| Andrzej Adamowicz                                                 | 6331    | 4,61  |
| Liczba głosów ważnych: 137 476 Źródło: Państwowa Komisja Wyborcza |         |       |

### Mandat nr 450 –Stronnictwo Demokratyczne
| Kandydat                                                         | Głosów | %     |
| ---------------------------------------------------------------- | ------ | ----- |
| Andrzej Bondarewski                                              | 23 137 | 39,21 |
| Tadeusz Rymszewicz                                               | 18 741 | 31,76 |
| Liczba głosów ważnych: 59 011 Źródło: Państwowa Komisja Wyborcza |        |       |